# جائزة بريطانيا الكبرى 1981
جائزة بريطانيا الكبرى 1981 هو سباق فورمولا 1 أقيم بتاريخ 18 يوليو 1981 في حلبة سلفرستون، بريطانيا العظمى. كان التاسع من أصل 15 في بطولة العالم لسباقات الفورمولا واحد موسم 1981. فاز به البريطاني جون واتسون وجاء الأرجنتيني كارلوس ريوتيمان ثانيا.